# Organizzazioni di Alias
Elenco delle organizzazioni presenti nella serie televisiva di Alias

## Alleanza dei Dodici
L'Alleanza dei Dodici è un cartello di organizzazioni criminali implicato nel traffico d'armi, di droga e omicidi. A capo dell'organizzazione c'è un comitato direttivo di cui alcuni dei membri provengono dal settore privato anche se i più sono ex-agenti segreti messisi in proprio. Fondata nel 1990 da ex agenti segreti e ricchi imprenditori, l'Alleanza era guidata da un consiglio di dodici individui; presumibilmente, ognuno di loro ricopriva la carica di direttore operativo di una cellula dell'organizzazione. Alcuni di loro erano membri a tutti gli effetti, mentre altri erano candidati; ai membri effettivi era impiantato un dispositivo che permetteva all'Alleanza di sapere la sua ubicazione in qualsiasi momento e di ascoltare le sue conversazioni, per evitare un tradimento.
L'Alleanza era divisa in 12 cellule, dall'SD-1 all'SD-12. L'acronimo "SD" sta per Section Disparue, termine francese per "la sezione che non esiste". Le sezioni si trovano a Berlino (SD-1), Parigi (SD-2), Atene (SD-3), Roma (SD-4), Tripoli (SD-5), Los Angeles (SD-6), Pechino (SD-7), Madrid (SD-8), Londra (SD-9), Seul (SD-10), Tokyo (SD-11) e Zurigo (SD-12). L'Alleanza possedeva anche altre basi in tutto il mondo, come in Israele e in Russia; il quartier generale dell'organizzazione, dove si riuniva il consiglio dei direttori, era a Londra.
Appena fondata, l'obiettivo dell'Alleanza stava nel raggiungere il dominio del mondo; tale obiettivo sarebbe stato conseguito tramite il controllo della malavita e delle agenzie d'intelligence mondiali. Secondo Jack Bristow e Arvin Sloane, l'Alleanza voleva prendere il controllo del mondo per mondarlo dalla corruzione, ma era diventata corrotta a sua volta e si era concentrata sul profitto, anziché sul nobile obiettivo che ne aveva spinto la fondazione.
Nel tempo, l'Alleanza si era infiltrata nel mercato nero, nel commercio di armi, nell'industria tecnologica e medica, e addirittura in governi.
Secondo Sydney Bristow (episodio L'interrogatorio), l'Alleanza sarebbe stata responsabile del disastro di Bangalore del 1992, quando la fuoriuscita "accidentale" di materiale tossico uccise tremila persone. Nel 1996, vicino a Tokyo, un treno di munizioni venne fatto deragliare da agenti dell'Alleanza, uccidendo centocinquanta persone. Nel 2001, fece precipitare un aereo tedesco uccidendo dodici persone. Alcune di queste azioni erano vendette personali dei capi dell'Alleanza, mentre altri erano "favori" per ingraziarsi importanti signori del crimine. In altri casi erano diversivi per permettere ai propri agenti speciali di infiltrarsi in luoghi protetti.
L'Alleanza non poteva prendere misure drastiche, come la guerra ad altre organizzazioni, senza il parere favorevole del consiglio dei direttori. Durante il dibattito riguardo alla dichiarazione di guerra ad Alexander Khasinau, Arvin Sloane arriva addirittura ad assassinare Jean Briault, direttore di un'altra SD, per far passare il voto. In realtà, l'assassinio era stato orchestrato da Edward Poole, direttore dell'SD-9.
Nessuno dei membri dell'Alleanza e delle singole SD doveva parlarne a persone al di fuori dell'organizzazione; questo infatti comportava la morte delle persone che ne venivano a conoscenza, in quanto l'esistenza dell'Alleanza non poteva essere divulgata, né potevano essere smascherate le sue divisioni segrete. Per questo scopo, le sedi delle SD erano minate: se le agenzie d'intelligence avessero fatto irruzione, sarebbero esplose con le sedi. Allo scopo di assicurare la segretezza dell'Alleanza, esistevano sezioni di sicurezza in ogni SD ed un'agenzia di controspionaggio generale.
Quando Sydney Bristow rivela al suo fidanzato l'esistenza dell'SD-6, questi viene assassinato dagli uomini della sezione sicurezza. Quando Emily Sloane, moglie di Arvin, rivela a Sidney di sapere dell'esistenza dell'SD-6, l'Alleanza impone a suo marito di ucciderla per diventare membro effettivo. Questi finge di assassinarla, ma in realtà pianifica con lei la distruzione dell'Alleanza.
All'inizio della prima stagione, Sydney Bristow crede di lavorare in una sezione segreta della CIA chiamata SD-6; al di fuori di essa, deve essere conosciuta come "ambasciatrice" della banca Credit Dauphine, copertura dell'SD-6. Quando il suo fidanzato le chiede di sposarlo, lei gli rivela il suo vero lavoro e lui viene ucciso. Inizialmente, Sydney si rifiuta di tornare a lavorare e, visto che potrebbe rivelare ad altri l'esistenza dell'SD-6, gli agenti dell'Alleanza cercano di ucciderla; viene salvata da suo padre, Jack Bristow (anche lui membro dell'SD-6), che le rivela la realtà sull'Alleanza dei Dodici. Da questo momento, Sydney diventa un'agente doppiogiochista per la CIA e fa ritorno all'SD-6.
Nel corso della stagione, l'Alleanza entra in guerra contro l'organizzazione criminale di Alexander Khasinau, che si rivela poi controllata da Irina Derevko. Successivamente, l'SD-6 assorbe i resti dell'organizzazione inglobando Julian Sark, che diventa socio dell'organizzazione. In numerose missioni, Arvin Sloane ordina a Sydney di recuperare dei manufatti del misterioso profeta del XV secolo Milo Rambaldi, che l'Alleanza sta collezionando, apparentemente credendo alle sue profezie. Verso la fine della prima stagione, Arvin Sloane "uccide" sua moglie, successivamente inscena un ricatto da parte di persone che tengono in custodia sua moglie, viva, e che poi effettivamente la assassinano. L'Alleanza invia Ariana Kane, capo del controspionaggio, ad investigare, ma successivamente Jack Bristow smaschera quest'ultima come traditrice.
Nell'episodio Fase Uno (seconda stagione), Sloane viene dato per scomparso dall'Alleanza, che lo rimpiazza alla guida dell'SD-6 con un tale Geiger. Frattanto, (con l'aiuto di Sloane, pur senza saperlo) Sydney recupera i dati del Server 47, dove sono contenute tutte le informazioni di cui la CIA abbisogna per distruggere definitivamente l'Alleanza: poco dopo, le forze dell'agenzia fanno irruzione in tutte le cellule e le basi dell'Alleanza, compresa l'SD-6, conquistandole e arrestandone gran parte dei dirigenti. Successivamente, Sydney scopre che Sloane e Sark l'hanno segretamente aiutata bypassando i sistemi di sorveglianza e fornendo informazioni segrete alla CIA, al fine di impossessarsi dei manufatti di Rambaldi.
Benché l'Alleanza credesse di essere ormai in possesso di tutti i manufatti di Rambaldi, in realtà gliene mancava uno fondamentale, l'Orizzonte, cercato anche dal Quinto Profeta, che lo recupererà solo quattro anni dopo.

## SD-6
L'SD-6 è una delle cellule dell'organizzazione criminale nota come l'Alleanza dei Dodici, attorno a cui ruota la trama della prima stagione e della prima metà della seconda della serie televisiva Alias. Si occupa di spionaggio e traffico d'armi.
L'SD-6, insieme al resto dell'Alleanza dei Dodici, venne fondato nel 1990 da un gruppo di ex-spie americane e di ricchi imprenditori, con lo scopo di arricchire i fondatori con i proventi di vendita illegale di armi e spionaggio industriale e militare. Fin dalla sua nascita, l'SD-6 venne guidato da Arvin Sloane, una spia traditrice della CIA, mentre il vicecomandante era Jack Bristow. Ma quello che Sloane non sapeva era che Jack non era fedele all'SD-6, ma era un infiltrato della CIA, incaricato di sabotare tutte le operazioni dell'organizzazione. Sotto la guida di Sloane, l'SD-6, insieme all'Alleanza, imbastì un'enorme finzione: tutti gli agenti dovevano credere che le varie cellule SD fossero delle divisioni occulte della CIA. Il meccanismo prevedeva che se chiunque avesse parlato dell'organizzazione a una persona non interna, sarebbe stato ucciso insieme alla persona alla quale aveva parlato.
Nel 1992/1993 Arvin Sloane ordina di contattare una giovane e brillante universitaria, Sydney Bristow, figlia di Jack, per arruolarla nell'SD-6. Sydney viene così contattata da un misterioso uomo vestito di nero, che le consegna un bigliettino della CIA, con scritto un recapito telefonico. All'inizio, Sydney non vuole unirsi a quella che lei crede la CIA, ma, per vivacizzare un po' la propria vita, telefona. Viene così assegnata, per un periodo di prova, alla facciata dell'SD-6: il Credit Dauphin, una banca, come analista economica. Dopo sei mesi, un uomo le chiede di seguirlo all'interno di un ascensore, che porta al sotterraneo della banca, dove è nascosta la sede dell'SD-6. Lì Sydney conosce Arvin Sloane, il temuto comandante della cellula, Marcus Dixon, un abile ed esperto agente operativo e Marshall Flinkman, il timido e geniale tecnico dell'SD-6. La donna viene quindi addestrata in diverse specialità di arti marziali, tra cui il Krav Maga, il tiro con armi lunghe e corte e le vengono insegnate moltissime lingue (Sydney riuscirà a parlare fluentemente inglese, italiano, francese, russo, tedesco, spagnolo, cantonese, cinese, arabo, portoghese, rumeno, indonesiano, ungherese, giapponese, uzbeco, urdu, ebraico). Sydney lavora nell'organizzazione per sei anni, finché non si fidanza con Danny Hecht, un giovane e simpatico cardiologo, sempre dicendogli di essere un'analista economica. Ma, quando Danny le chiede di sposarlo, Sydney non ce la fa, e gli racconta tutta la sua storia, e quella dell'SD-6, che viene immediatamente a sapere di questa violazione tramite una telefonata di Danny. Così la Sezione Sicurezza ordina l'omicidio sia di Danny che di Sydney, e invia Shepard, un assassino programmato mentalmente per uccidere. Shepard raggiunge Danny Hecht e lo uccide barbaramente, gettando poi il suo corpo in una vasca. Poco dopo, due altri agenti attaccano Sydney, che viene salvata dal padre, Jack, che lei riteneva solamente un rappresentante di una ditta di ricambi per aerei, la "Jennings Aerospace". Sydney apprende della reale identità dell'SD-6 dal padre, poi si traveste e va alla CIA, per denunciare l'SD-6 e diventare un'agente doppiogiochista.
Comincia così per l'SD-6 un lungo periodo di puntuali fallimenti. In pratica, ogni volta che Sloane mandava Sydney o Jack in missione, questi organizzavano una contromissione con la CIA. Ad esempio, sostituendo dei Floppy disk contenenti informazioni su degli arsenali nucleari con dei floppy modificati dalla CIA. Durante questo periodo, Arvin Sloane introduce il mito di Milo Rambaldi, un profeta italiano del Rinascimento, che aveva anticipato di secoli moltissime scoperte scientifiche. Intanto, Sydney viene quasi scoperta dalla Sezione Sicurezza, ma Jack riesce a fare incolpare un certo Russek, un altro agente dell'SD-6. Negli episodi 12 e 13 della prima serie, una squadra di agenti altamente addestrati attacca l'SD-6, narcotizzando con del gas tutti gli agenti e il capo del commando, McKenas Cole, un ex-agente, tortura Sloane per sapere i codici dell'apertura del caveau dell'SD-6. Sloane non cede, permettendo a Sydney e Jack di salvare, paradossalmente, l'SD-6. Infatti, per precauzione, tutte le cellule dell'Alleanza sono state minate con del C4, pronto ad esplodere. Sconfitti Cole e i suoi uomini (tra i quali anche un'agente inglese infiltrata), l'SD-6 concentra le sue energie ora sul rintracciare l'organizzazione a cui apparteneva Cole (arrestato dalla CIA), guidata da un misterioso "Uomo". Contemporaneamente, altre squadre dell'Uomo, guidate da un certo Julian Sark distruggono i nemici storici dell'SD-6, il Direttorio K e l'FTL.
All'inizio, l'SD-6 era convinto che l'Uomo fosse Alexander Khasinau, un ex-agente del KGB. Poi, però, Sydney scopre che l'Uomo altri non è che sua madre, Irina Derevko, anche lei ex-spia del KGB, inviata negli USA durante gli anni '60 per sedurre Jack Bristow e carpirgli informazioni sulla CIA. Per ottenere una posizione importante all'interno dell'Alleanza, Sloane avvelena sua moglie Emily e uccide Jean Briault, un altro pezzo grosso. Facendo ciò, Sloane diventa a tutti gli effetti membro delle alte sfere dell'Alleanza. Come prova di ciò, gli viene impiantato nel collo un apparecchio che serve a monitorare posizione e le attività di ciascun membro dell'Alleanza. Durante una missione, Sydney viene ricattata da Julian Sark: lui gli darà un antidoto (per il contatto di Sydney alla CIA, Michael Vaughn) solo se Sydney gli consegnerà Sloane. In Giappone, Sydney, travestita da geisha, narcotizza Sloane e lo consegna a Sark, che gli porge un foglio, contenente un'offerta di Irina Derevko a Sloane. Purtroppo per Sloane, le cose all'SD-6 precipitano: un misterioso ricattatore estorce cento milioni di dollari a Sloane in cambio delle prove che sua moglie non è morta, prove che decreterebbero la fine di Sloane, in quanto l'Alleanza esigeva che Emily Sloane morisse. Per indagare sulla questione, l'Alleanza invia Ariana Kane, la bieca e astuta comandante del controspionaggio dell'Alleanza. La Kane, fin dal primo momento, accusa senza posa Jack Bristow: è lui che prenderebbe il posto di Sloane se quest'ultimo fosse silurato. Jack, aiutato dalla CIA, si sbarazza della Kane, scoprendo che, in effetti, era lei la traditrice. Sloane, disgustato, la fa uccidere. Poi, sfruttando i suoi contatti, riesce a trovare un esperto in cibernetica capace di disattivare il congegno inseritogli nel collo. Così, libero, Sloane ritrova sua moglie, Emily, su una spiaggia. Si scopre quindi che tutta la storia della morte di Emily altri non era che una commedia organizzata da Sloane stesso.
Sloane, ormai fuggito, viene sostituito da un certo Anthony Geiger, un subdolo agente tedesco. Geiger, dopo aver posto strane domande a Sydney, scopre il gioco dei due Bristow tramite un'e-mail di Sloane. Contemporaneamente, Sark dice a Sydney di un certo server 47, il server che gestisce tutta l'Alleanza dei Dodici. Ben conscia che quella potrebbe essere l'occasione per distruggere l'Alleanza, la CIA manda Sydney su un Boeing 747 per infiltrarsi nel server 47. Trovato il server, rimane da confermare se le informazioni in esso contenute siano davvero quelle giuste. Per fare ciò, Jack va all'SD-6 per inviare alla CIA un codice di conferma. Ma Geiger, che come detto prima aveva scoperto il gioco, anzi il doppiogioco dei Bristow, lo fa arrestare e comincia a torturarlo con l'elettroshock. Prima di essere portato nella stanza delle torture, Jack fa in tempo a telefonare alla figlia, dicendole di non prendere la strada principale, a causa di lavori in corso. Ma quella, in realtà, era una frase che indicava che entrambi erano stati scoperti. Disperata, Sydney fa appello al vecchio collega Marcus Dixon, che credeva ancora candidamente che l'SD-6 fosse solo una sezione segreta della CIA. Stravolto, Dixon dice di non crederle, poi però, una volta all'SD-6, decide di inviare il famoso codice di conferma. È il momento che Sydney aspettava da un anno e mezzo. La CIA attacca simultaneamente tutte e dodici le cellule SD, Sydney partecipa all'assalto dell'SD-6 e uccide Geiger un attimo prima che possa folgorare Jack. Marshall e Dixon, illesi, vengono arrestati. Poco dopo, la notizia è ormai ufficiale: l'Alleanza non esiste più.

## Direttorio K
Il Direttorio K è un'organizzazione segreta criminale della serie televisiva statunitense Alias.
Il quartier generale è localizzato a San Pietroburgo, Russia ed è costituito da agenti dell'ex blocco sovietico.
Tra i nemici diretti spiccano la CIA e l'Alleanza dei Dodici.
Le vicende del Direttorio K sono presenti nella prima stagione di Alias
In competizione con l'SD-6 diretto da Arvin Sloane, scopo principale del Direttorio K è quello di acquisire gli oggetti di Milo Rambaldi

## Convenzione
La Convenzione è un'organizzazione criminale segreta della serie televisiva Alias.
La Convenzione venne fondata da ex membri del KGB e del Comitato Centrale del PCUS dopo la caduta dell'Unione Sovietica ed era dedita alla realizzazione del progetto di un nuovo mondo profetizzato da Milo Rambaldi. Inizialmente un'organizzazione di nazionalisti russi, poi si espanse a livello internazionale, costituendo sei cellule nei vari continenti. Nel periodo della stagione 3 di Alias, la sua base centrale è a San Pietroburgo.
La Convenzione fa la sua prima apparizione nella terza stagione, quando cattura Sydney Bristow per farne una sua agente; successivamente, però, lei riesce a fuggire. Tempo dopo, la Convenzione libera Julian Sark dalla detenzione della CIA e usa le sue risorse economiche per finanziarsi. Tra i propri agenti, ha anche Lauren Reed, infiltrata nel Consiglio di Sicurezza Nazionale e moglie di Michael Vaughn, e sua madre. Allora, l'apparente capo della Convenzione è McKenas Cole, che si rivela poi il secondo in comando di un misterioso capo.
Nel corso della stagione, la Convenzione è la maggiore minaccia contro cui deve opporsi la CIA e tenta anche di corrompere Arvin Sloane, ora presidente della Omnifam, per la sua conoscenza di Rambaldi. Ad un certo punto, Lauren Reed e Julian Sark, avendo acquisito un consistente potere, decidono di usurpare la Convenzione: uccidono tutti i capicellula e pretendono di incontrare il capo dell'organizzazione, ma al contrario McKenas Cole li nomina co-direttori della cellula nordamericana.
Alla fine della terza stagione, la Reed viene uccisa e Sark arrestato. Nella quarta stagione, Sark parla della "implosione della Convenzione". Tuttavia, successivamente si scopre che la "implosione" in realtà era un inganno perpetrato da Elena Derevko, reale capo della Convenzione, che continua la sua ricerca degli ultimi manufatti di Rambaldi per creare un'arma nota come Il Diluvio. Ad un certo punto riceve anche il sostegno di Arvin Sloane, che le dice che il suo interesse per Rambaldi è risorto.

Elena attiva un Dispositivo Mueller su Sovogda, in Russia. La popolazione che beve l'acqua infettata dal Diluvio e influenzata dal dispositivo cede ad una rabbia insensata e scatena il caos in città. Elena ritiene che, infettando il mondo intero con questa sostanza, solo pochi eletti di Rambaldi potranno sopravvivere e creare un nuovo ordine. Viene però fermata dall'APO con l'aiuto di Arvin Sloane e Irina Derevko; la stessa Irina uccide Elena e manda a monte il suo piano. Con questo evento, ha definitivamente fine la Convenzione.